# スピード (パチスロ)
スピード (SPEED)は、山佐が1998年に発売したパチスロ機。

## 概要
ビッグボーナス確率が全設定共通1/240（規定上のほぼ最高値）というスペック。レギュラーボーナス確率は設定によって異なるが、こちらも総じて高めに設計されている。ボーナス確率が高い分、次のような特徴がある。
- 通常時の小役確率が抑えられているため、一般的なAタイプ機種と比較してコイン持ちが悪い。
- ビッグボーナス中のボーナスイン確率が低いためにパンクが起こりやすい。その分、小役が揃う頻度も多めとなるのでうまく完走すれば400枚以上獲得できる可能性も高いが、リプレイはずし不使用時においても約8％の確率で発生するため、パンクもゲーム性の一つであるといえる。また、ゲーム数が少なくなるとBGMが2段階でアップテンポになる。

設計上のコイン持ちの悪さ（すなわち、初期投資が嵩む頻度が高まる）と、7枚交換程度の換金率が主流だった当時の状況故か、山佐機種にしては珍しく、設定1でも機械割が理論値ベースで100％を超えている（リプレイはずし不使用時）。
ゲーム性は演出など無くオーソドックスなタイプだがリーチ目等が秀逸であった。左リールには3連ホイールが存在し、停止した際にホイールを狙って揃わなければリーチ目。±1コマずれ（2連で停止）でも小役ハズレで同様にリーチ目となる。3連小役を搭載した初の機種でもある。また、左リールにボーナス絵柄がない箇所で停止した場合はリール制御が変化し、ボーナス成立時は大スベリが発生する（未成立時は最低限のスベリのみ発生）。
当時山佐は山佐パターンに頼ったリーチ目ばかりで飽きられていたところであったが、本作はそこから脱却した作りで評価は高かった。ちなみに、サウンドは全てターボ1000から流用している（本機で未使用の効果音を除く）。
この機種の沖スロ版として『スピード30』も存在する。完全告知タイプで、レバーオンでボーナスが成立していればLEDに光が流れ、その後中央部にある円形型ランプが点滅する。『スピード30』は設定によってBIG確率が異なり低設定ではやや低くなったものの、ボーナスイン確率が高くなっているため、ビッグボーナス中のパンクは減っている。

## ボーナス確率・機械割
| 設定 | BIG       | REG       | 機械割 |
| ---- | --------- | --------- | ------ |
| 1    | 1/240.941 | 1/431.157 | 95.0%  |
| 2    | 1/240.941 | 1/372.363 | 97.5%  |
| 3    | 1/240.941 | 1/327.68  | 100.1% |
| 4    | 1/240.941 | 1/292.571 | 102.4% |
| 5    | 1/240.941 | 1/264.258 | 104.2% |
| 6    | 1/240.941 | 1/240.941 | 106.0% |

※ 機械割はメーカー発表のもの